# کرمین ساپونتی
کرمین ساپونتی (ایتالیایی: Carmine Saponetti; ۱۲ ژوئن ۱۹۱۳ – ۳۱ اکتبر ۱۹۹۰) دوچرخه‌سوار اهل ایتالیا بود.